# Hilary Leith

a Compétitions nationales et continentales officielles uniquement.

b Matchs officiels uniquement.
Dernière mise à jour le 2 août 2014.
Hilary Leith, née le 29 décembre 1983, est une joueuse canadienne de rugby à XV, occupant le poste de pilier en équipe du Canada de rugby à XV féminin.

## Biographie
Elle va à l'école secondaire de Carson Graham où elle pratique la lutte et le rugby. Elle obtient une bourse pour étudier à l'université du Missouri grâce à son niveau de lutte; elle y pratique la lutte quatre années et obtient en 2006 un diplôme en sciences de l'exercice,. De retour à North Vancouver, elle joue au rugby.
Elle débute en Équipe du Canada de rugby à XV féminin en 2013 pour disputer la Coupe des Nations au Colorado Le Canada gagne à deux reprises l'équipe d'Angleterre et remporte la Coupe. Elle rejoint le club anglais de Saracens avec ses compatriotes Asya Bartly et Olivia DeMerchant. Elle retourne à son club de Capilano Rugby Club en janvier 2014.
Hilary Leith est retenue pour disputer la Coupe du monde féminine de rugby à XV 2014 après une tournée dans l'hémisphère Sud (victoire 22-0 face aux Australiennes, deux revers face à la Nouvelle-Zélande 16-8 et 33-21).
Elle dispute les trois matchs de poule, deux comme titulaire au poste de pilier et l'autre comme remplaçante entrée en jeu. Le Canada se qualifie pour les demi-finales après deux victoires et un match nul concédé contre l'Angleterre 13-13.
Le Canada se qualifie pour la finale après avoir battu la France 18-16. C'est la première fois que le Canada parvient à ce stade de la compétition et c'est seulement la quatrième nation à réaliser cette performance. Le Canada s'incline 21-9 en finale.

## Palmarès
(au 03.10.2014)
- sélections en Équipe du Canada de rugby à XV féminin
- finaliste de la Coupe du monde féminine de rugby à XV 2014